# Gerwasia columbiensis
Gerwasia columbiensis är en svampart som först beskrevs av F. Kern & Whetzel, och fick sitt nu gällande namn av Buriticá 1994. Gerwasia columbiensis ingår i släktet Gerwasia och familjen Phragmidiaceae.   Inga underarter finns listade i Catalogue of Life.